# 西蒙·米尼奧萊
西蒙·米奴列（Simon Mignolet，荷蘭語發音：[ˈsimɔn ˈmiɲɔlɛ]，法語發音：[simɔ̃ miɲɔlɛ]；1988年3月6日—）是一名比利時職業足球員，司職門將，曾效力英超球會利物浦，現時效力比甲球會布魯日，亦是比利時國家隊成員。

## 球會生涯

### 聖特賴登
米奴列效力家鄉球隊聖特賴登（Sint-Truiden）5年期間上陣104場，協助球隊於2008/09年球季贏得比利時乙組聯賽冠軍升班甲組，升班首季即在常規賽取得第5位參加季後賽，於季後賽奪得第4位和參加歐霸盃資格賽，但兩回合累計3-5不敵出局，由於表現出色，米奴列自此聲名大噪。

### 新特蘭
2010年5月英超球會新特蘭邀請米奴列到訪參觀球場及設施，最終於2010年6月17日獲得米奴列首肯加盟，簽署五年合約，沒有透露轉會費金額，但據報約為200萬英鎊，稍後證實新特蘭擊敗、及一眾歐洲勁旅獲得米奴列投效。
由於首席門將哥頓受到傷患困擾，米奴列於加盟首季即擔當重任為新特蘭把守獨木關，於2010年8月14日主場對伯明翰城首次扳甲上陣，在整個下半場10人應戰下僅以2-2賽和對手。米奴列持續有好表現，首13場賽事有6場保持不失，直到11月才讓位予傷癒復出的哥頓。但到了翌年2月哥頓又因膝傷而提前結束球季，米奴列再次獨挑大樑，首季在各項賽事合共上陣26場。
2011/12年球季新特蘭雖然羅致了基倫·韋斯活，但米奴列仍然獲得委以重任擔任一號門將，且表現非常出色，比賽中撲出多個必入球。

### 利物浦
2013年6月25日，米奴列以900萬英鎊身價由新特蘭轉投利物浦，合約年期沒有透露，只稱為一份長期合約。2016-17年賽季，隨著卡利奧斯來投，米奴列成為第二門將。2017年9月23日，米奴列為利物浦救了第8個十二碼，把李斯特城華迪的十二碼撲出，並破了球會記錄。2018年卡利奧斯離隊後，阿利森又來投，米奴列的上陣時間漸漸減少，整季只錄得兩場上陣，分別是足總盃和聯賽盃。

### 布魯日
2019年8月5日，布魯日宣佈以640萬英鎊成功羅致米奴列，簽下5年合約。
2020年2月21日，他在歐霸盃對陣曼聯的比賽中助攻艾曼紐丹尼斯，成為自2015年以來首位在歐霸盃助攻的門將。

## 國家隊
米奴列曾代表比利時U21上陣10場。2010年9月1日於新特蘭連串出色表現後首次獲國家隊徵召，於2011年3月25日首次登場，在歐國盃外圍賽作客對奧地利力保不失，協助球隊2-0獲勝奏凱而回。
他曾入选比利时参加2014、2018和2022年国际足联世界杯以及2016和2020年欧洲杯的阵容。

## 榮譽

### 球會
利物浦
- 英格蘭聯賽盃亞軍：2015/16
- 歐洲足協盃亞軍：2015/16
- 英超亞洲盃冠軍：2017/18
- 歐洲聯賽冠軍盃 亞軍：2017-2018
- 歐洲聯賽冠軍盃 冠軍 : 2018–2019

### 國家隊
比利時
- 國際足協世界盃季軍：2018

## 外部連結
- 足球数据库：西蒙·米奴列的球员统计数据
- 英超官網簡歷 （页面存档备份，存于）